# 蘭迪·貝克
蘭迪貝克，美國舞者、電視和電影演員，成名作是《愛！勇氣！同情！》 、《Sabrina》和《傑克和吉爾》。
1995年，蘭迪貝克在癲癇發作期間出演《愛！勇氣！同情！》 。